# Hosting grafiki
Hosting grafiki – rodzaj serwisu hostingowego, wyspecjalizowanego w grafice komputerowej. Zazwyczaj hostingi obrazów stanowią interfejs przesyłania; formę, w jakiej uploader określa położenie pliku obrazu na jego lokalnym systemie plików komputera. Niektóre hostingi pozwalają na przesyłanie wielu obrazów naraz lub archiwum ZIP.

## Działanie
Należy wskazać lokalizację obrazu, który znajduje się na nośniku danych. Po naciśnięciu przycisku „Wyślij” plik jest wysłany do serwera hosta obrazu. Po tym procesie obraz znajduje się na serwerze, co oznacza, że plik jest dostępny w Internecie. Przesyłający może umieścić zdjęcie na stronie internetowej, wklejając kod HTML, lub podzielić się linkiem do niego z innymi.

## Identyfikacja
Usługi hostingowe mają potencjalną możliwość identyfikacji, kiedy i gdzie ich obrazy są używane. W przypadku spamu wiadomości często zawierają unikalne adresy URL obrazu, które są charakterystyczne tylko dla tej wiadomości.
Unikalny adres URL jest używany jako identyfikator śledzenia tak, że obraz może zidentyfikować administrator hostingu. Z tego powodu wiele systemów odczytu e-maili domyślnie nie pokazuje zdjęć, żeby chronić czytelnika od konieczności czytania spamu lub śledzenia odbiorcy przez nadawcę.